# Adam Holzman (Gitarrist)
Adam Holzman (* 1. September 1960 in New York City) ist ein US-amerikanischer klassischer Gitarrist.

## Leben
Adam Holzmann bekam seinen ersten Gitarrenunterricht im Alter von sieben Jahren von seinem älteren Bruder. Er studierte Musik an der Florida State University und wurde unter anderem von Eliot Fisk, Oscar Ghiglia und Andrés Segovia unterrichtet. Er gewann einige namhafte Wettbewerbe, darunter 1983 in Québec den Wettbewerb der Guitar Foundation of America.
Nach eigenen Angaben war er der erste Gitarrist, der Kompositionen von Roland Dyens in Nordamerika spielte. Außerdem veröffentlichte er die Erstaufnahme von Sergio Assads Aquarelle. Der American Record Guide beurteilte nach Holzmans Angaben seine Aufnahme der Venezolanischen Walzer von Antonio Lauro als „Benchmark“.
Holzman ist der erste Professor für Gitarre an der University of Texas at Austin.

## Diskografie
- Johann Kaspar Mertz, Bardenklänge, Op. 13, Naxos, 2002
- Antonio Lauro, Venezuelan Waltzes for Guitar, Naxos, 2000
- Manuel Maria Ponce. Complete Works, Vol. 1 und 2, Naxos, 1998, 1999
- Fernando Sor. Complete Works Opus 52, 54, 56, 57 and the newly discovered Fantasie, Naxos, 1996
- Fernando Sor. Complete Works Opus 22-25, Naxos, 1996
- Guitar Foundation of America, Competition Winners Disc, 1983
- Aquarelle. Premiere recording of Sergio Assad’s Aquarelle, HRH